# 圭亚那
蓋亞那合作共和国（英語：Co-operative Republic of Guyana），通称圭亚那（英語：Guyana），位於南美洲北部，是南美洲一个以英語為官方語言的国家，也是英联邦成员國。東鄰蘇利南，南臨巴西，西鄰委内瑞拉，北鄰大西洋。圭亞那與蘇利南和委内瑞拉有國界爭議。尤其委内瑞拉一再聲稱埃塞奎博河以西的土地——埃塞奎博圭亚那屬於委內瑞拉。圭亞那雖地處南美洲，為南美洲國家聯盟的成員國，但傳統上及歷史上與加勒比海諸島的關係較为密切。

## 語源
“圭亞那”這個名字來源於Guiana，該地區的原始名稱以前包括圭亞那（英屬圭亞那）、蘇里南（荷屬圭亞那）、法屬圭亞那以及哥倫比亞、委內瑞拉和巴西的部分地區。根据牛津英語詞典，“圭亚那”源自美洲原住民的母语，意为“多水之国”。合作共和國的名稱源自合作社會主義。

### 中文譯名
在南美洲北部的圭亚那地区有兩個名稱相近的地區与國家，分別是獨立的國家以及法國海外屬地。中國大陆將獨立的國家譯為「圭亚那」，法屬的領地譯為「法属圭亚那」。台灣則將獨立國家譯為「蓋亞那」或「蓋亞納」，法屬的領地譯為「法屬圭亞那」或「法屬蓋亞那」。

## 历史
1498年克里斯托弗·哥伦布發現蓋亞那及其鄰近地區後，英属印度、歐洲移民紛至沓來。隨後三個世紀該地區輪流由英國、荷蘭、法國佔領，直到19世紀初1814年英、法、荷三國訂立界約，蓋亞那地區正式成为英國殖民地，稱英屬圭亞那。1961年獲得自治。1966年5月26日，圭亚那獨立。1970年2月23日，当时的执政党人民全国大会及其领导人、时任總理福布斯·伯纳姆提倡“合作社会主义”，成立圭亚那合作共和国，開始採行共和制，國會並選出首任總統鍾亞瑟。

## 政治
圭亚那自治后，一直由人民全国大会和人民进步党轮流执政。
1980年通过的《圭亚那合作共和国宪法》规定：“圭亚那是一个正在从资本主义向社会主义过渡的不可分割的、世俗的、民主的主权国家，应被称作圭亚那合作共和国。”
圭亚那是南美洲唯一對謀殺罪保留死刑的國家。

## 人口
圭亞那人口約78萬人，当中印度裔約佔43%，非裔30%，印非混血17%，原住民7%、華裔2%及歐洲裔1%。

## 地理
位於南美大陸北緣，北濱大西洋，東為蘇利南，南與巴西接壤，西接委內瑞拉。
蓋亞那的最高峰是海拔2,810公尺的羅賴馬山，其位於蓋亞那、巴西和委內瑞拉的交界。埃塞奎博河是蓋亞那最重要的河流，由南向北貫穿蓋亞那，其支流波塔羅河上游的凱厄圖爾瀑布是世界上流量最大的瀑布之一。

## 行政區劃
蓋亞那行政區劃分為10個區。每個區由地區民主委員會管理，並設主席一職。

## 經濟
圭亚那的主要经济活动是农业（大米和红糖）、铝土矿和金矿开采、木材、捕虾和矿产。主要輸出項目：鋁礬土、糖、蝦、木材、黃金及米等。主要輸入項目：資本財、燃料、機械、化學品、建材及消費品等。主要出口國：除加勒比共同體之會員國外，另為美、英及加拿大等國。主要進口國：美、英及加拿大等國。
自2019年开始钻探开采石油以来，大西洋沿岸主要原油储量的发现对圭亚那的GDP产生了重大影响。即使在COVID-19大流行年份中，虽然由于控制病毒传播的公共卫生措施的影响下非石油部门经济收缩，但是GDP仍然保持了增长主要是石油出口。圭亚那成为一个新兴的石油生产国，经济预计在未来三到四年内将以每年至少25%的速度增长，该国最近成为世界上增长最快的国家之一。

## 其他
圭亞那是唯一仍未將同性性行為刑事除罪的南美洲國家，不過近年來有除罪化的呼籲。

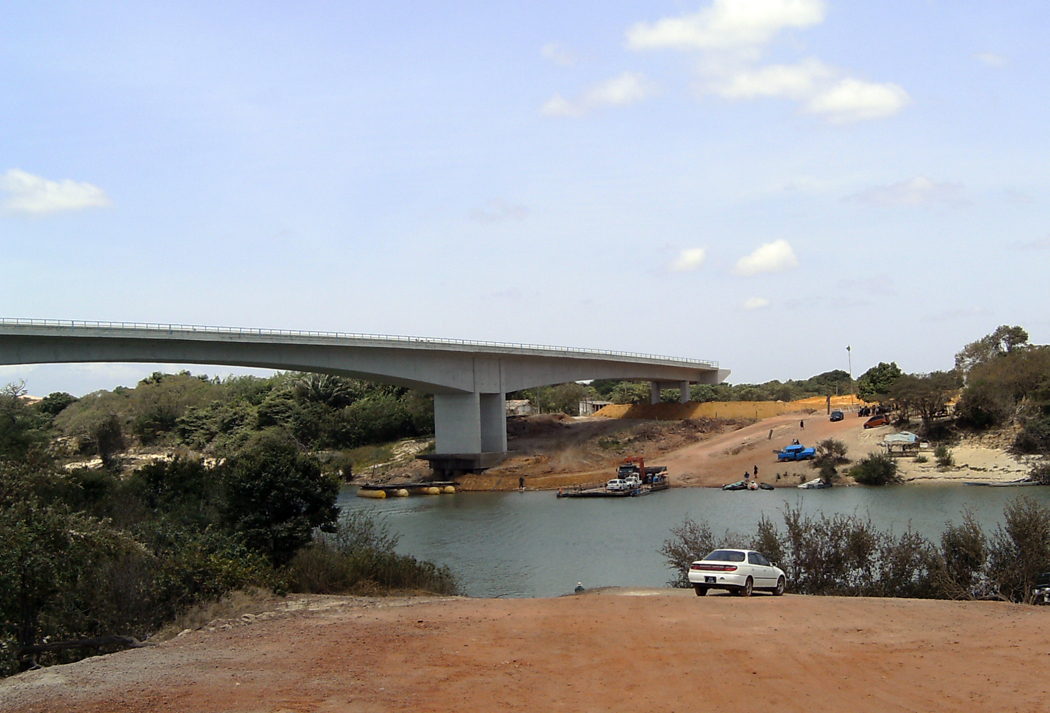
連結巴西的陸橋
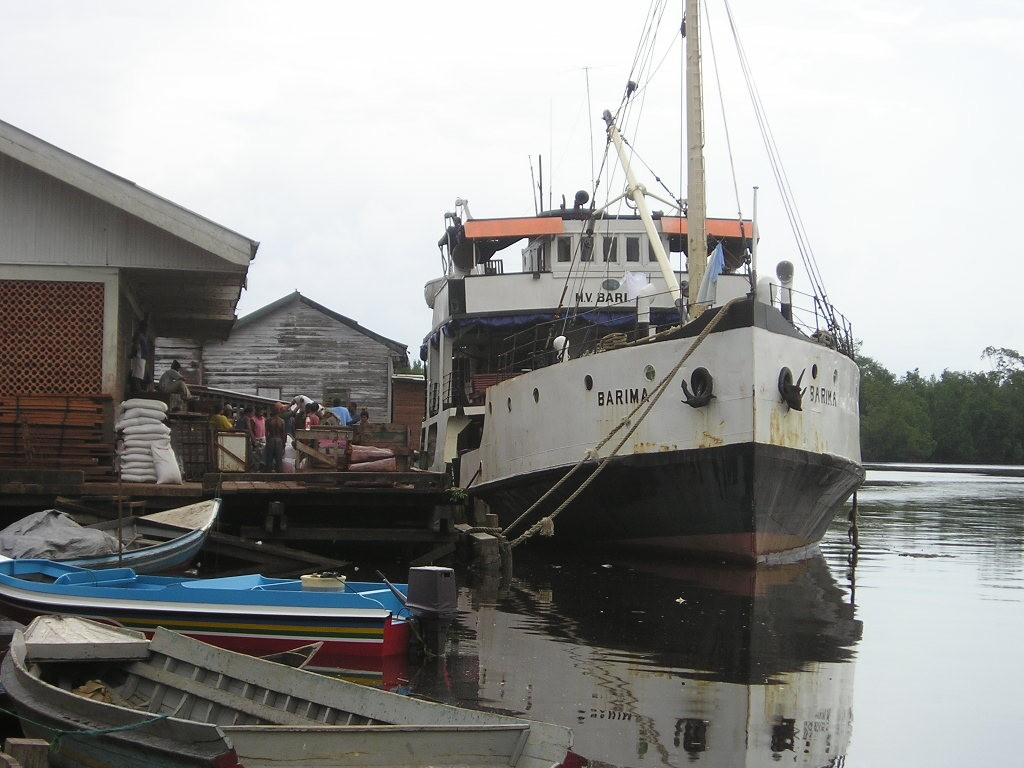
喬治港
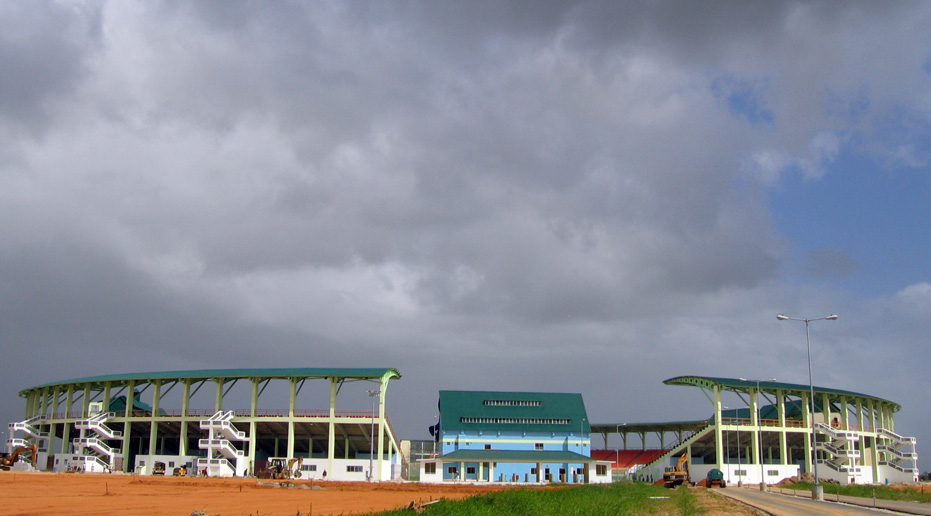
國家體育場
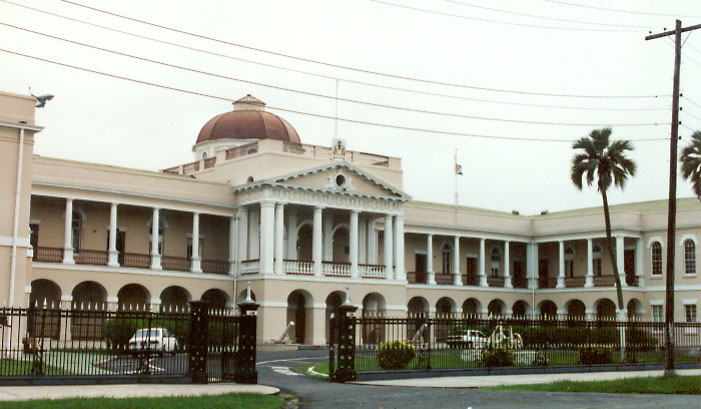
議會大樓
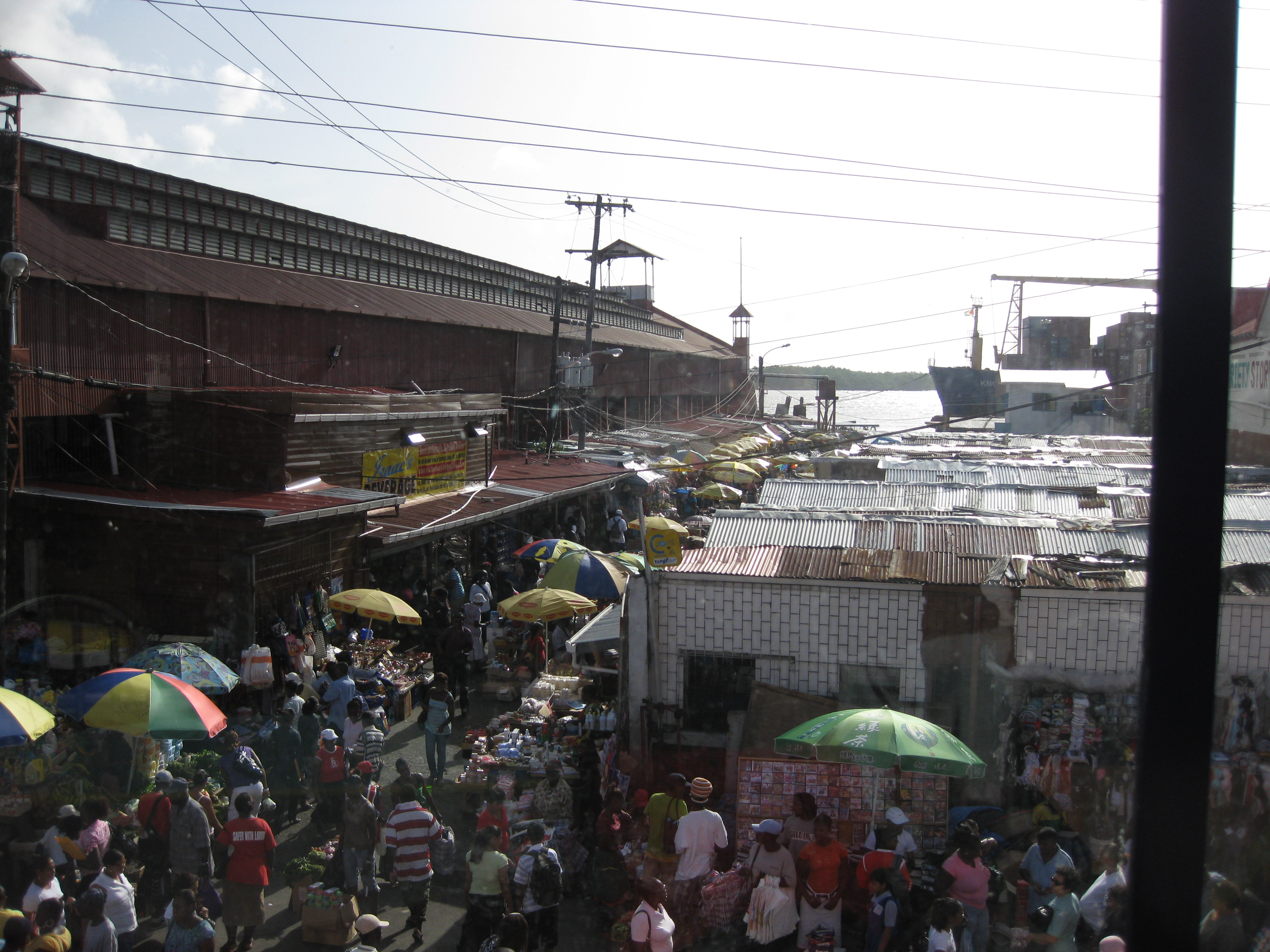
果菜市場
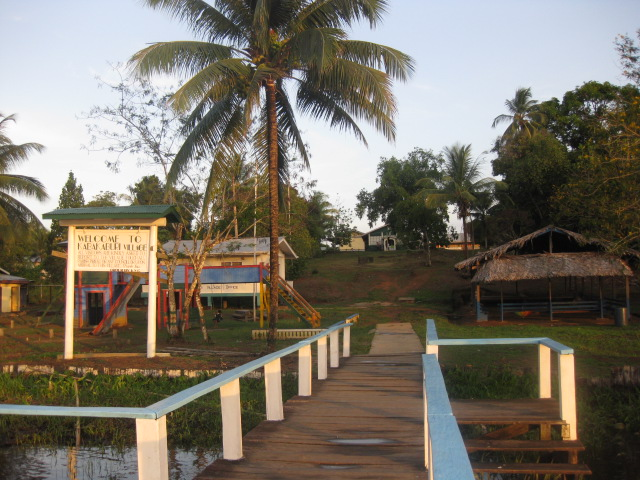
卡巴卡布瑞
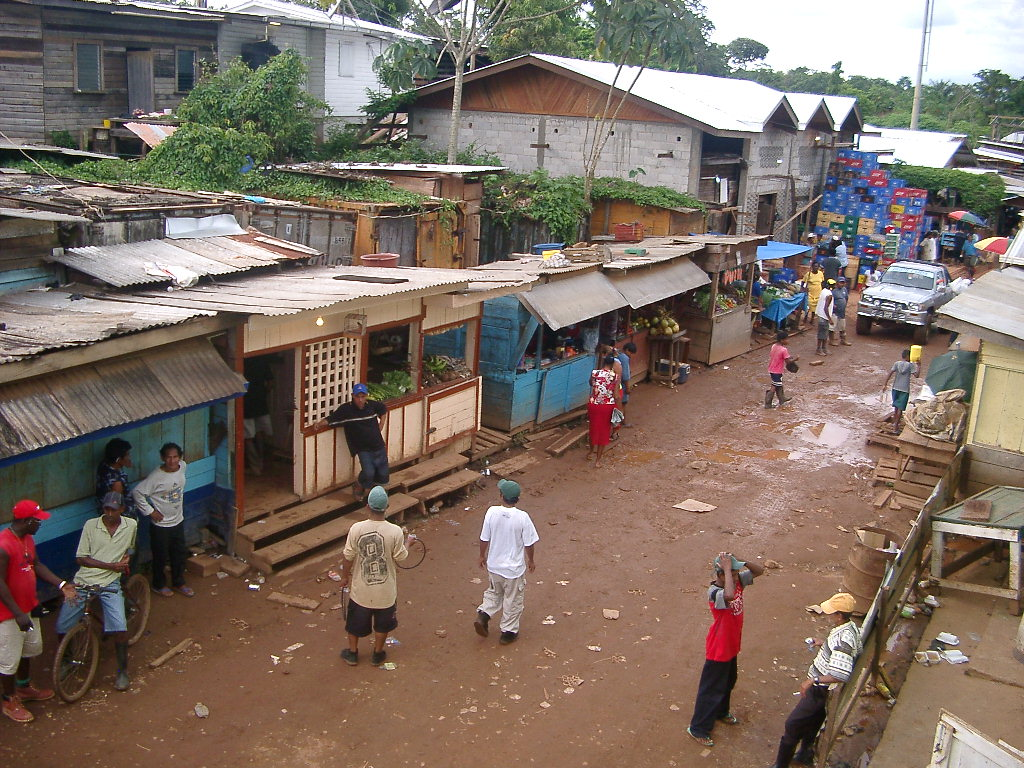
卡蒂瑪港
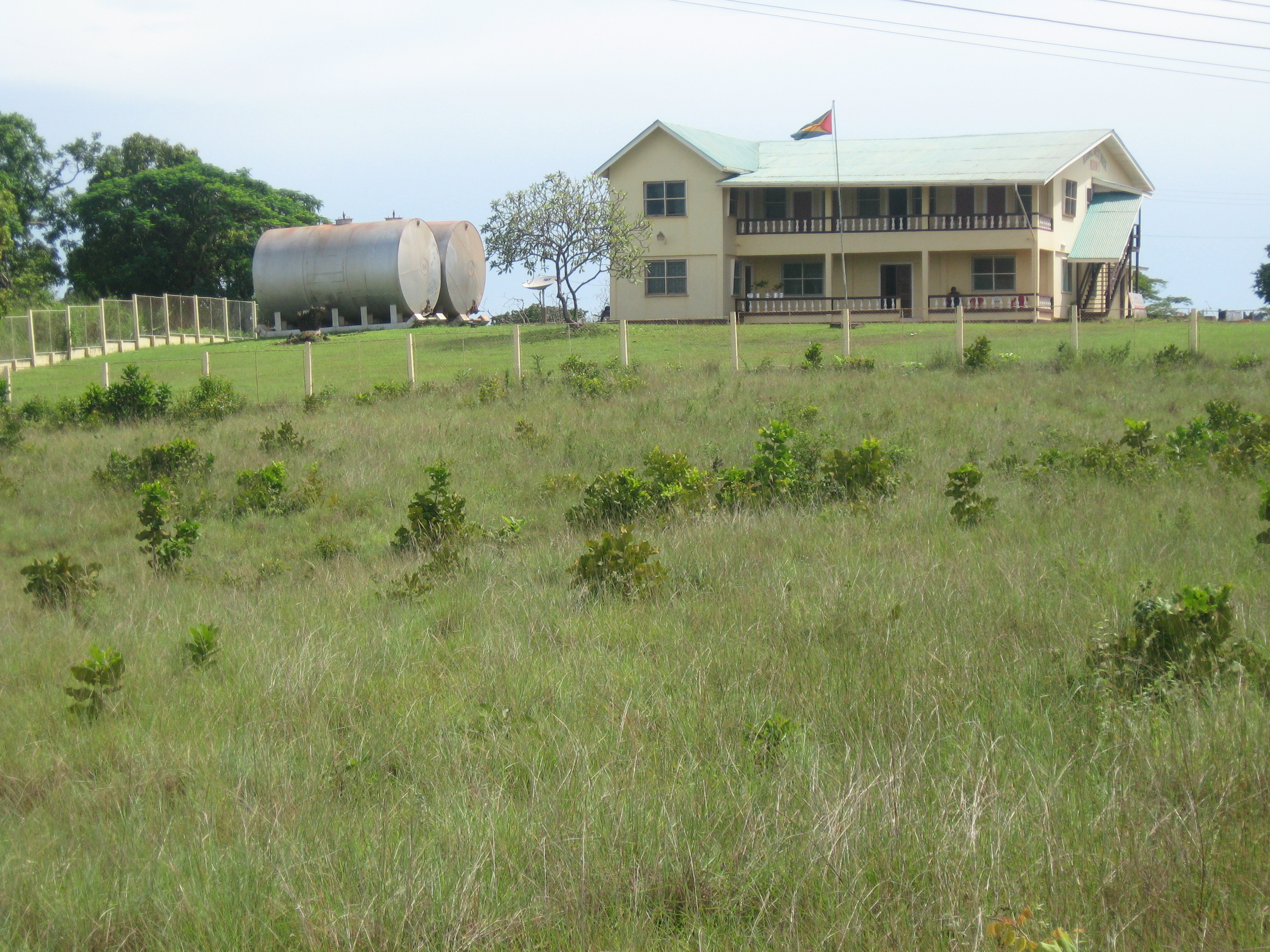
南部地區私人農莊

## 外部連結
- 《世界概况》上有关Guyana的条目 （英文）
- 中的“圭亚那” （英文）
- 維基媒體的圭亚那地圖集  （英文）
- OpenStreetMap上有關圭亚那的地理